# Gordon Currie

Gordon Currie

Gordon Currie (născut la 25 septembrie 1965) este un canadian și actor american. El a regizat, de asemenea, scris și produs mai multe filme. El lucrează atât în SUA cât și în Canada, în roluri de televiziune și film. El este, probabil, cel mai bine cunoscut pentru rolul său ca Nicolae Carpathia din seria de filme Left Behind.

## Viață timpurie
Currie s-a născut în Vancouver, British Columbia. Ambii părinți ai săi erau cetățeni canadieni.
Currie a închiriat un apartament cu două dormitoare de pe Melrose Avenue, unde a locuit timp de doi ani cu colegul de cameră Brad Pitt.
El a lucrat o perioadă de timp la McDonald Roland înainte de a trece la roluri la televiziune și film, inclusiv două roluri care avea să joace în Beverly Hills, 90210, jucând alături de Bobby Walsh, Brandon (Jason Priestley) și Brenda (Shannen Doherty). În anul 1987, el a primit unul dintre primele roluri ale sale ca și ofițer în seria filmului Jump Street 21, episodul "Two for the Road". A jucat în televiziune și roluri de film la Vancouver, precum și roluri în filmul Cousins, Friday the 13th Part VIII, Jason Takes Manhattan, The Terror Within II, Puppet Master 4, Puppet Master 5: The Final Chapter, My Blue Heaven alături de staruri ca Steve Martin, Rick Moranis și Joan Cusack, înainte de a face trecerea înspre Los Angeles în anul 1991.
Rolul său cel mai important a fost în personajul lui Nicolae Carpathia, în seria de filme Left Behind, bazat pe seria de cărți best-seller scrise de Tim LaHaye și Jerry Jenkins B. Caracterul său, Nicolae Carpathia, este Antihristul, care încearcă să mobilizeze forțele Comunității Globale împotriva lui Iisus Hristos și armata Sa.

## Filmografie actor
| An   | Proiect                                          | Rol               | Note      |
| ---- | ------------------------------------------------ | ----------------- | --------- |
| 1989 | Cousins                                          | Dean Kozinski     |           |
| 1989 | Friday the 13th Part VIII: Jason Takes Manhattan | Miles Wolfe       |           |
| 1990 | My Blue Heaven                                   | Wally Bunting     |           |
| 1991 | The Terror Within II                             | Aaron             |           |
| 1993 | Puppet Master 4                                  | Rick Myers        |           |
| 1994 | Puppet Master 5: The Final Chapter               | Rick Myers        |           |
| 1994 | Blood and Donuts                                 | Boya              |           |
| 1997 | Ripe                                             | Pete              |           |
| 1999 | Code Name: Eternity                              | Dent              |           |
| 2000 | Left Behind                                      | Nicolae Carpathia | Rol major |
| 2002 | Left Behind II: Tribulation Force                | Nicolae Carpathia | Rol major |
| 2004 | Highwaymen                                       | Ray Boone         | Briefly   |
| 2005 | Left Behind: World at War                        | Nicolae Carpathia | Rol major |
| 2008 | This is not A Test                               | Rick Smyth        |           |
| 2009 | The Death of Alice Blue                          | Julian            |           |

## Regizor de film
- Magnus Opus (2003)
- Blocked (2002)
- 2 Extra Days (1998)

## Scriitor de film
- Magnus Opus
- 2 Extra Days

## Producător
- Magnus Opus (2003)
- Blocked (2002)
- 2 Extra Days (1998)